# АнтиЛГБТ-риторика

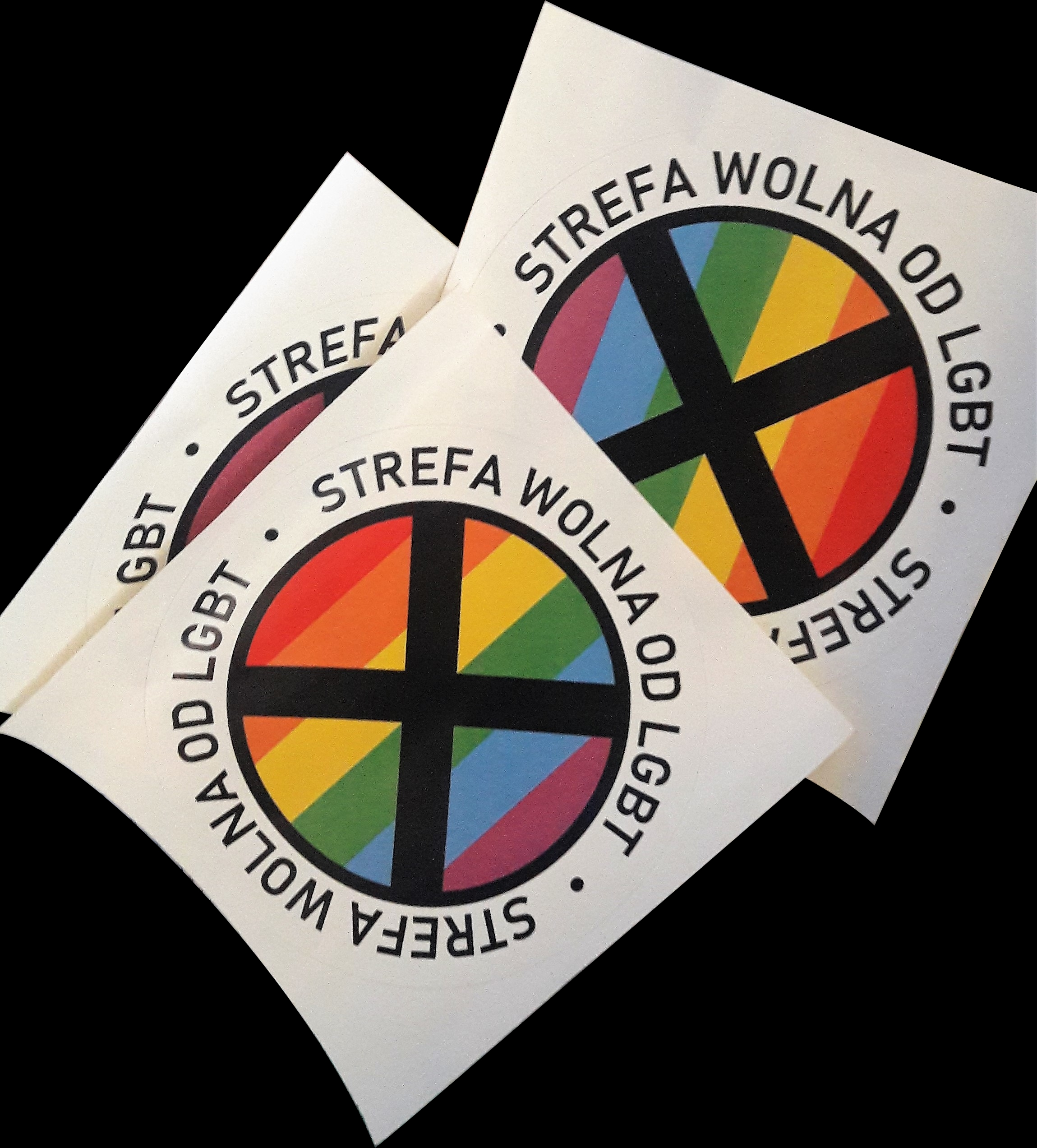
Наклейки «Зона, свободная от ЛГБТ», распространяемые Gazeta Polska, 2019

АнтиЛГБТ-риторика — совокупность паттернов, ярлыков, лозунгов и мифов, которые используются для стигматизации гомосексуальности или других негетеросексуальных сексуальных ориентаций с целью унижения, социального исключения и дискриминации лесбиянок, геев, бисексуалов и трансгендерных людей, а также других членов ЛГБТ-сообщества. Такая риторика может выражаться как в оскорбительном и унизительном отношении, так и открытой враждебности к представителям ЛГБТ+ сообщества, основанной на религиозных, устаревших медицинских или консервативных моральных догмах. В частности, одна из форм разжигания ненависти, которая является незаконной в нескольких странах Европы.
АнтиЛГБТ-риторика в основном является частью таких явлений, как моральная паника или теории заговора. Часто антиЛГБТ-риторика со стороны официальных лиц или государственных чиновников приводит к принятию законов, направленных на дискриминацию ЛГБТ-сообщества.

## Риторика против гомосексуалов
Активисты и представители консервативных общественных организаций заявляют, что гомосексуальность идет вразрез с традиционными семейными ценностями, «скрепами» и является стратегией, которая приведет к «разрушению общества и вымиранию человечества».

### ЛГБТ и ВИЧ
Одна из тем, которая используется противниками ЛГБТ-сообщества — распространение ВИЧ среди гомосексуалов. После того как в 1980-е годы в США был обнаружен вирус иммунодефицита человека, таблоиды и журналисты назвали его «гей-чумой» или «гей-вирусом» из-за того, что в «группу риска» входили гомосексуалы, проститутки и наркопотребители[7]. Первые годы ВИЧ стал настолько тесно ассоциироваться с гомосексуальными отношениями, что ВИЧ-положительные граждане скрывали свой диагноз, боясь последующей дискриминации и отождествления с геями.
В эти же годы в США появился лозунг «СПИД убивает педиков» («AIDS Kills Fags Dead») так как, во-первых, заболевание часто диагностировали у мужчин, имеющих секс с мужчинами, а, во-вторых, течение заболевания всегда приводило к летальному исходу. Эта фраза является пародией на рекламный слоган инсектицида SC Johnson «Raid: Kills Kills Bugs Dead». Таким образом, он как бы скрыто отождествляет геев с паразитами, которых необходимо уничтожать.
Слоган быстро прижился в качестве лозунга, кричалки или граффити.
В России депутат Государственной Думы Виталий Милонов пытался бороться против ВИЧ-активистов и «СПИД.Центра» из-за якобы «пропаганды гомосексуализма», отмечая, что «руководит центром гей на передержке Красовский — заразившийся, как и все педерасты, СПИДом сам». Сам депутат неоднократно в дискриминационной и враждебной манере говорил о ВИЧ-положительных представителях ЛГБТ, как о «спидозном апокалипсисе» и то, что положительный ВИЧ-статус — это естественно для людей, «ведущих извращенческий образ жизни».
Однако сейчас далеко не все ВИЧ-инфицированные — это наркопотребители и гомосексуалы, хотя их доля в статистике велика. Согласно данным ВОЗ за 2019 год, 50 % случаев заражения ВИЧ в Европе — это гетеросексуальные контакты. Сексуальные контакты между мужчинами стали причиной заражения только в 20,7 % случаев. Россия такие данные в ВОЗ не предоставляет, однако в справке Роспотребнадзора за девять месяцев 2020 года говорится, что 65 % заражений произошло во время секса мужчин с женщинами, 31,5 % — при употреблении наркотиков.

### Гомосексуальный план
Гомосексуальный план (англ. gay agenda, homosexual agenda) — термин, который используют традиционалисты и консервативные христиане для описания действий, направленных на легитимизацию и принятие в обществе негетеросексуальных ориентаций и/или гомосексуального поведения. Они указывают на гомосексуальный план как на способ ослабить традиционное общество и роль религиозных институтов в жизни граждан.
Кроме того, этот термин используется консерваторами для описания возможных целей активистов за права ЛГБТ, в том числе: вовлечение людей с гетеросексуальной ориентацией в то, что консерваторы называют «гомосексуальным образом жизни». Часто под «гомосексуальным планом» подразумеваются попытки устранить моральное осуждение и дискриминацию, снизить уровень гомофобии в обществе, предоставить гомосексуальным парам равные права с гетеросексуальными и достигнуть моральной эквивалентности гомосексуальности с гетеросексуальностью.

### Гомосексуальность как противоестественное состояние
Описание гомосексуальных отношений как противоестественных восходит к греческим философам или теологам (например, Платону, стоикам и Фоме Аквинскому). Однако в их трудах нет единого определения «противоестественности». Так, Платон считал, что гомосексуальность — это «окультуренная» форма сексуальных отношений, в то же время осуждал греческие пиры и оргии, высказывая явное неодобрение по поводу привязанности к плотским удовольствиям.
Утверждения, что гомосексуальность неестественна так как она отсутствует в природе опровергается примерами гомосексуального поведения у животных. Религиозные активисты считают, что человек (как мужчина и женщина) были созданы Богом для размножения и их гениталии не предназначены для использования в целях, которые те считают «неестественными». Некоторые сторонники тезиса о «противоестественности» гомосексуальности утверждают, что такое поведение является результатом «пропаганды» или сознательной греховности. Однако, если факторы, определяющие сексуальную ориентацию (это до сих пор предмет научных дискуссий), являются биологическими, это подрывает аргументацию сторонников таких тезисов.

### Гомосексуальность как болезнь
| «               | Гомосексуалы — враги государства и с ними нужно как с таковыми и обращаться. Речь идёт об оздоровлении тела и о сохранении и укреплении силы немецкого народа. | » |
| — Герман Геринг | |   |

| «                | От них [гомосексуалов] нужно избавиться также, как мы вырываем сорняки, бросаем их в один костер, а после сжигаем. | » |
| — Генрих Гиммлер | |   |

Нацистская пропаганда описывала гомосексуальность как «заразную болезнь, которая ведет к уничтожению нации». Согласно идеологии Третьего Рейха, жизнь и деятельность немецких граждан должна была подчиняться концепту национального тела (Volkskörper), желаемому идеалу национального или расового сообщества (Volksgemeinschaft), подобно как отдельные клетки являются частью единого человеческого тела. Нацисты считали, что гомосексуальность была для Volkskörper вирусом и угрозой всей немецкой нации.
Генрих Гиммлер, глава СС заявил, что в нацистской Германии было 2 миллиона гомосексуалов. В речи, произнесенной перед эсэсовцами в феврале 1937 года, Гиммлер ясно дал понять, что если какой-либо эсэсовец окажется гомосексуалом, он будет арестован, публично унижен, отправлен в концлагерь, где при попытке к бегству будет расстрелян. Даже несмотря на такую воинствующую риторику, историки фиксировали различные инциденты, связанные с гомосексуальными отношениями в СС.

После Второй мировой войны психиатрические учреждения в Европе и США пытались лечить гомосексуальность медицинскими средствами. В Соединённых Штатах гомосексуальность была исключена из списка Диагностического и статистического руководства по психическим расстройствам (DSM) только в 1973 году, поскольку она не соответствовал критериям психического расстройства. В 1990 году ВОЗ исключила гомосексуальность и бисексуальность из списка психических расстройств. В 1992 году гомосексуальность вычеркнули из Международной классификации болезней МКБ-10 (International Classification of Deseases, ICD-10). Россия приняла МКБ-10 ещё в 1999 году, однако даже спустя 20 лет российские психиатры и психотерапевты пытаются лечить гомосексуальность. 

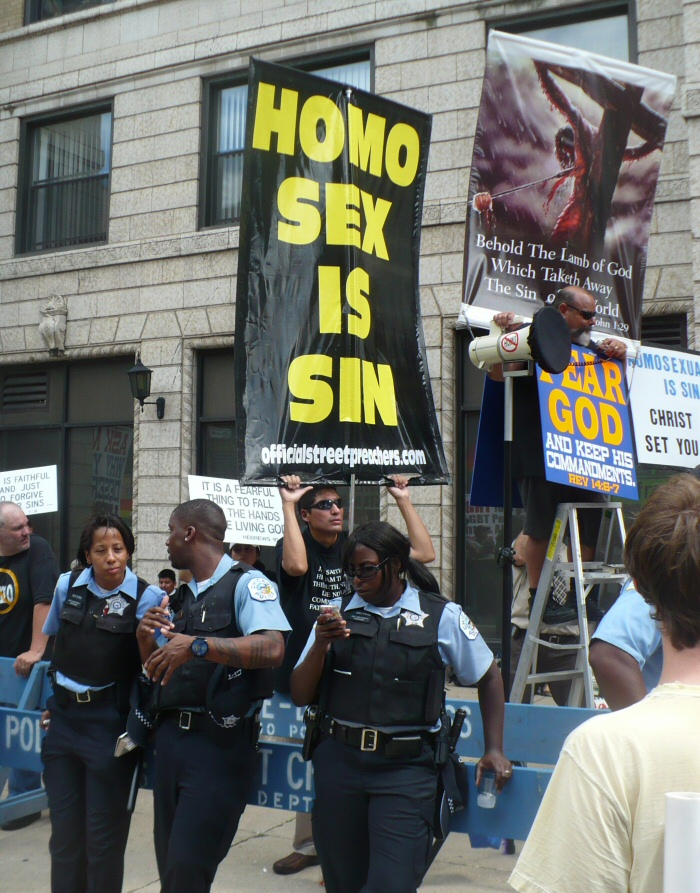
Активисты с плакатом «Гомосексуальный секс — это грех» в Чикаго.

### Гомосексуальность как грех
Консервативные христиане считают гомосексуальные отношения греховными по своей сути, основываясь на отрывках из Священных Писаний, таких как Левит 18:22 («Не ложись с мужчиной, как с женщиной; это мерзость»), Левит 20:13 («Если мужчина с мужчиною ложится, как с женщиною: оба сделали мерзость; да будут преданы смерти, кровь их на них») и 1-е Коринфянам 6:9-10 («Или не знаете, что неправедные Царства Божия не наследуют? Не обманывайтесь: ни блудники, ни идолослужители, ни прелюбодеи, ни малакии, ни мужеложники, ни воры, ни лихоимцы, ни пьяницы, ни злоречивые, ни хищники — Царства Божия не наследуют»).
Также иногда Содом и Гоморра, два библейских города, которые были сожжены из-за грехов его жителей, изображаются как божественное возмездие за гомосексуальность. Гомосексуальные отношения также считаются греховными в исламе, а в некоторых странах Ближнего Востока и Африки гомосексуальные отношения караются смертью. Единственная ближневосточная страна, которая признает однополые отношения, это Израиль.
Лозунг современного христианского фундаментализма, который хорошо выражает видение церкви на неестественность гомосексуальности, звучит так: «Бог создал Адама и Еву, а не Адама и Стива».

### Гомосексуальность как стиль жизни
Выражение «гомосексуальный образ жизни» рассматривается многими гомосексуальными людьми в качестве унизительного ярлыка, при произношении которого у людей возникают типичные картины промискуитета и гей-парадов. Описанные представления активно культивируются средствами массовой информации, что способствует их ещё большему укоренению. Например, при трансляции сообщений о проведении прайд-парадов телевизионные камеры, как правило, фиксируют наиболее вызывающих и шокирующих участников шествий. В общем случае стереотипизация «гомосексуального образа жизни» является случаем редукционизма (примитивного упрощения) понятия гомосексуальной ориентации. Кроме того, использование термина «гомосексуальный образ жизни» подразумевает, что все геи, лесбиянки и бисексуальные люди якобы ведут одинаковый образ жизни и что их сексуальная ориентация является их осознанным выбором и поэтому может и должна подлежать изменению.
Общее представление о гомосексуальном образе жизни как о жизни, в которой нон-стоп чередуются вечеринки, беспорядочный секс и наркотики, берёт своё начало в 1970-е годы, когда общество не знало ВИЧ и некоторые люди (как гомосексуальные, так и гетеросексуальные) были более свободны в своём сексуальном поведении. Безусловно, в ЛГБТ-сообществе найдутся такие представители, для которых характерно весьма опасное сексуальное поведение, однако это же можно сказать и о гетеросексуалах. Вместе с тем было бы ошибочно утверждать о существовании особого гомосексуального, равно как и гетеросексуального образа жизни.
«Энциклопедия гомосексуальности» (1990) отмечает, что термин «образ жизни» более характерен для журналистов, нежели для социологической науки и является проблемным в виду того, что в одном человеке могут перекрываться разные образы жизни, также как и при ближайшем рассмотрении образ жизни, кажущийся однородным, может распадаться на множество явлений.

В справочнике GLAAD для СМИ в списке «терминов, которые следует избегать» присутствует «гомосексуальный образ жизни»:
Не существует единого образа жизни лесбиянок, геев или бисексуалов. Лесбиянки, геи и бисексуалы разнообразны в том, как они ведут свою жизнь. Фраза «гомосексуальный образ жизни» используется для очернения лесбиянок, геев и бисексуалов, и предполагает, что их ориентация является выбором и, следовательно, может и должна быть «вылечена».

## Антитрансгендерная риторика

### Мисгендеринг
Мисгендеринг — это навешивание на людей ярлыков, которые не соответствуют их гендерной идентичности. Такое искажение может быть преднамеренным или случайным: использование неправильных местоимений для описания кого-либо, использование неверных гоноративов (например, назвать трансмужчину «мэм», а трансженщину — «господин»). Часто мисгендеринг исходит от врачей, полиции, СМИ и коллег транс-персоны; часто этот опыт описывается трансгендерами как унизительный, неприятный, обидный или жестокий.

### Обман и маскарад
Некоторые термины, часто считающиеся анти-трансгендерными, такие как транссексуал, трап и ледибой, воспринимаются как продвигающие убеждение, что трансгендерные женщины — это мужчины, маскирующиеся под женщин. Представление о человеке, чья гендерная идентичность отличается от пола, который был дан им при рождении, часто превращалось в шутки и способы высмеять гендерную дисфорию.

### В феминизме
Опираясь на феминистсткую теорию, некоторые активистки стали использовать трансфобную риторику в адрес транс-женщин. Тех, кто начал придерживаться такой позиции, стали называть исключающими транс-людей радикальными феминистками или «TERF». Этот термин популяризировала блогер-феминистка Вив Смайт в 2008 году и изначально он имел нейтральную коннатацию. Со временем TERF стал рассматриваться некоторыми как уничижительный.
В 1979 году американская радикальная феминистка Дженис Рэймонд опубликовала книгу «Транссексуальная империя», где выступала с критикой против транссексуальности. В ней она написала, что «Все транссексуалы насилуют женские тела, сводя реальную женскую форму к артефакту, присваивая это тело себе». Активисты TERF считают, что трансженщины не являются женщинами в буквальном смысле и не должны находиться в местах, предназначенных только для женщин.
Некоторые феминистки второй волны воспринимают транс-мужчин и женщин соответственно как «предателей» женственности.
В статье 1997 года британская феминистка и политолог Шейла Джеффрис отметила, что, совершая гендерный переход в медицинском и социальном плане, транс-женщины «конструируют консервативную фантазию о том, какими должны быть женщины». Джеффрис добавляет, что они создают «сущность женственности, которая глубоко оскорбительна и ограничительна».

## Бифобная риторика

### «Нерешительные экспериментаторы»
Многих бисексуалов часто упрекают в том, что они нерешительны из-за их влечения как к мужчинам, так и к женщинам. Так как бисексуальная ориентация предполагает, что человек открыт для сексуальных взаимодействий с другими группами, то бисексуалы иногда рассматриваются ЛГБТ-сообществом и другими группами как не желающие придерживаться одной сексуальной идентичности. А поскольку бисексуалы не всегда выбирают гомосексуальных партнёров — их часто считают находящимися в переходной фазе между гетеросексуальностью и гомосексуальностью, а также просто «экспериментаторами» в сексуальной сфере.
Бисексуальные женщины, например, чрезмерно представлены в порнографии, реалити-шоу и музыкальных клипах, чтобы поднять рейтинги у мужской аудитории. Однако в массовой культуре отсутствуют представления о бисексуальных женщинах как субъекте, а также их сексуальности.
В 2013 году британский прыгун в воду Том Дейли совершил каминг-аут, однако не использовал по отношению к себе слова «гей» или «бисексуал». Несколько источников в СМИ поддержали его решение рассказать о своей сексуальности, но назвали его «геем».

### Неразборчивость
Другой распространенный стереотип заключается в том, что бисексуалы неразборчивы в сексуальных связях и неспособны иметь постоянные/долгосрочные отношения. Бисексуалов иногда считают неспособными к моногамии или склонными к сексуальному манипулированию. Также гомофобы и религиозные активисты считают, что бисексуалы хотят заниматься сексом втроем.
В результате бисексуалы подвергаются социальной стигматизации из-за обвинений в измене или предательстве своих партнёров, ведении двойной жизни и распространении заболеваний, передающихся половым путем, таких как ВИЧ/СПИД. Бисексуалов часто называют «распутными», «легкими», неразборчивыми и склонными к нимфомании.

## Законность и цензура
Дискриминация и стигматизация ЛГБТ, а также разжигание ненависти к сообществу в некоторых странах (например, в Нидерландах, Норвегии, Франции, Испании, Португалии) являются уголовным преступлением. В других странах Европы (например, в Испании, Великобритании, Германии, Иcландии) приняты антидискриминационные законы, касающиеся сексуальной ориентации.
В России также формально существует наказание за дискриминационные высказывания или действия (статья 282 УК РФ «Возбуждение ненависти либо вражды, а равно унижение человеческого достоинства»), так как государство согласно Конституции и норме закона обязано обеспечивать равные права граждан вне зависимости от их принадлежности к какой-либо социальной, культурной или иной группе, а также их гендера, национальности, убеждений и т. д. Однако норма о запрете именно дискриминации на основе сексуальной ориентации отдельно не выделена.

## Эффект
Согласно исследованиям, гомофобная риторика «поощряет дегуманизацию и стигматизацию гомосексуалов», а также «оказывает существенное влияние на здоровье и благополучие» ЛГБТ-сообщества.